# 2483 Guinevere
2483 Guinevere è un asteroide della fascia principale del diametro medio di circa 44,17 km. Scoperto nel 1928, presenta un'orbita caratterizzata da un semiasse maggiore pari a 3,9652719 UA e da un'eccentricità di 0,2767406, inclinata di 4,49908° rispetto all'eclittica.
L'asteroide è dedicato alla regina Ginevra, figura della materia di Britannia.